# Anolis rubribarbaris
Espèce
Synonymes
- Norops rubribarbaris Köhler, McCranie & Wilson, 1999

Anolis rubribarbaris est une espèce de sauriens de la famille des Dactyloidae. 

## Répartition
Cette espèce est endémique du département de Santa Bárbara au Honduras.

## Publication originale
- Köhler, McCranie & Wilson, 1999 : Two new species of anoles of the Norops crassulus group from Honduras (Reptilia: Sauria: Polychrotidae). Amphibia-Reptilia, vol. 20, no 3, p. 279-298.